# Jeanne Renaud
Jeanne Renaud (* 27. August 1928 in Montreal; † 15. September 2022) war eine kanadische Tänzerin und Choreographin und gilt neben Françoise Sullivan und Françoise Riopelle als Begründerin des Modern Dance in der Provinz Québec.

## Leben
Renaud studierte Tanz bei Elizabeth Leese und Gérald Crevier in Montreal und später bei Merce Cunningham, Hanya Holm und Mary Anthony in New York. Seit Mitte der 1940er Jahre arbeitete sie mit Françoise Sullivan zusammen. 1952 ging sie nach Paris, wo sie sich einer Gruppe von Automatisten anschloss und in Zusammenarbeit mit Künstlern wie dem Maler Jean Paul Riopelle und den Komponisten Pierre Mercure und Gabriel Charpentier Tanzstücke im American Club aufführte.
Ab 1959 arbeitete sie als Tänzerin und Choreographin mit Françoise Riopelle zusammen, mit der sie 1962 die École de Danse Moderne de Montréal gründete. Dort unterrichtete sie bis 1965 und gründete dann mit Peter Boneham die Groupe de la Place Royal, das erste Ensemble für Modern Dance in Québec. In dieser wirkte sie bis 1972 als Tänzerin, Choreographin, künstlerische Leiterin und Managerin. Sie unterrichtete auch Mitglieder der Gruppe und an der dieser zugehörigen Tanzschule. Unter anderem war Jean-Pierre Perrault ihr Schüler.
Danach arbeitete sie für das Canada Council und das Kulturministerium und wurde Leiterin des Conservatoire d'art dramatique du Québec an den Standorten Québec und Montreal. Von 1985 bis 1987 hatte sie gemeinsam mit Linda Stearns die künstlerische Leitung der Les Grands Ballets Canadiens inne. Bis zu ihrem Ruhestand 1989 unterrichtete sie dann an der Université du Québec.
In ihrer Laufbahn schuf Renaud mehr als vierzig Choreographien, vorwiegend für die Groupe de la Place Royal. Ausgezeichnet wurde sie 1989 mit dem Prix du Québec Denise Pelletier und 1995 mit dem Governor General's Award for the Performing Arts. 1999 wurde sie als Member der Order of Canada geehrt.